# Al-Hadira
Al-Hadira (arab. الحاضرة) – wieś w Syrii, w muhafazie Aleppo, w dystrykcie Dżarabulus. W 2004 roku liczyła 477 mieszkańców.